# 慶應義塾新田運動場

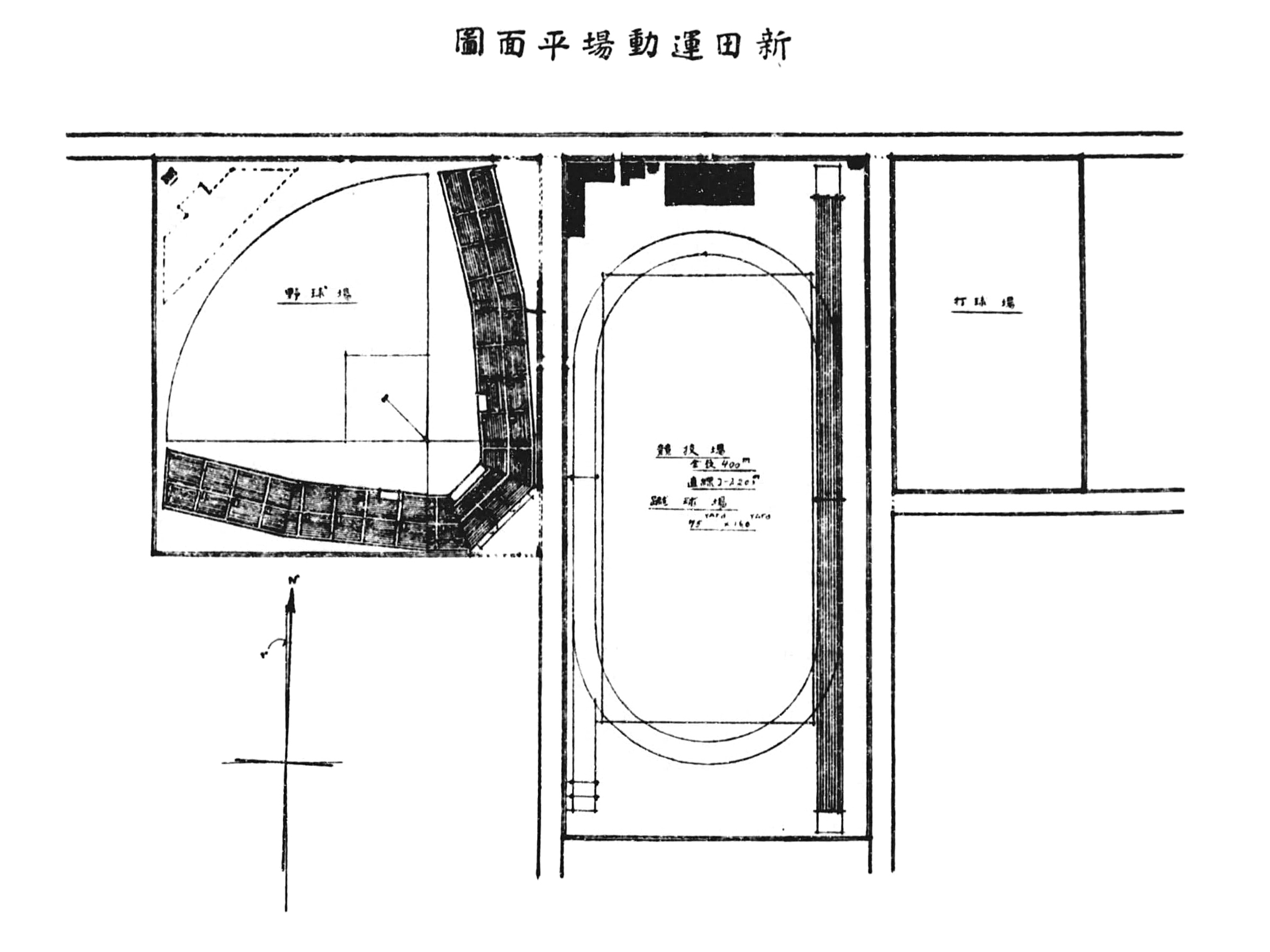
新田運動場平面図

慶應義塾新田運動場（けいおうぎじゅくにったうんどうじょう）は、戦前の東京府荏原郡矢口村（現東京都大田区千鳥2丁目）にあった慶應義塾所有の運動場である。

## 概要

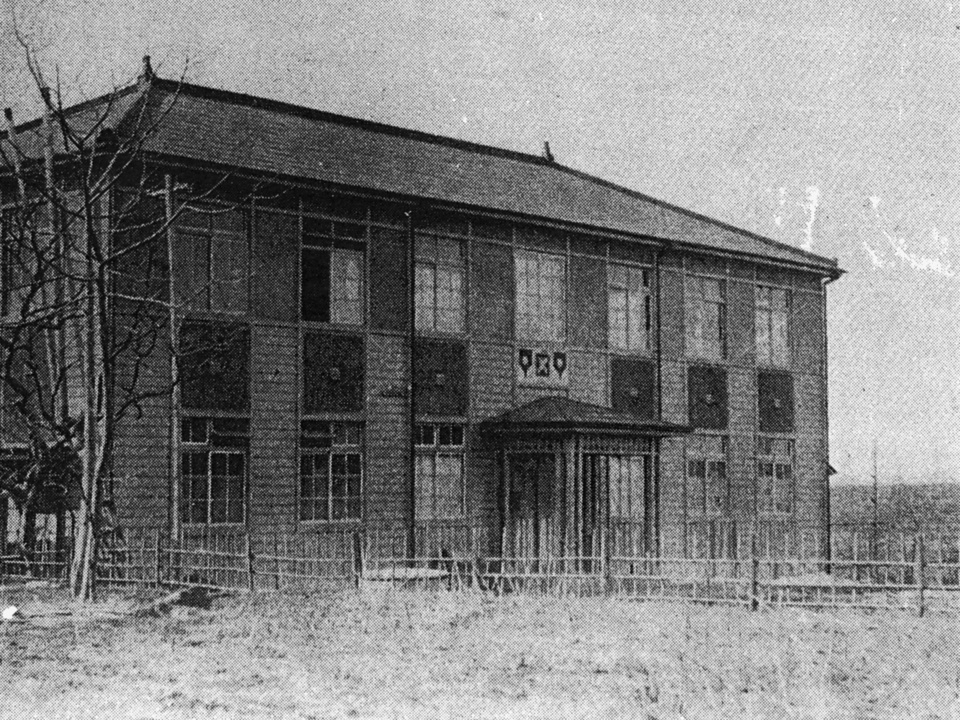
野球部合宿所

敷地面積は1万4251坪。1925年（大正14年）5月に着工。陸上400mトラックおよび蹴球場は1926年6月に完成し、蹴球部と競走部による運動場開きを挙行。さらに収容人員1万5千人の野球場は同年8月25日に竣工し、3日後にフィリピン野球団との球場開き試合を行った。新田球場には慶大野球部の合宿所（木造2階建て）も併設され、1931年に神宮球場の拡張工事が完成するまで東京六大学野球の公式戦も行われた。
しかし、日吉に新運動場が建設されることになったため、新田運動場は売却されることになり、1936年に観客席を、さらに1938-39年にかけて運動場用地を同潤会に売却した。もっとも、1940年3月22日付の『東京朝日新聞』に慶大野球部が「新田球場」で練習を行ったとする記事が見られることから、現在の下田グラウンド（横浜市）が完成するまで新田の野球部施設は存続していたと考えられる。

## 慶大グラウンド前駅
現在の東急池上線千鳥町駅は開業時に慶大グラウンド前駅と称していた。設置当初は東京六大学野球などが開催された場合のみに営業した臨時駅であったが、のちに正式な駅に昇格した。そして、目黒蒲田電鉄の武蔵新田駅との間で集客合戦が繰り広げられることになったが、池上電鉄と目黒蒲田電鉄の合併（1934年）および慶大グラウンド移転によって旅客獲得競争は終わりを告げた。